# Mühlviertler Handblaudruck

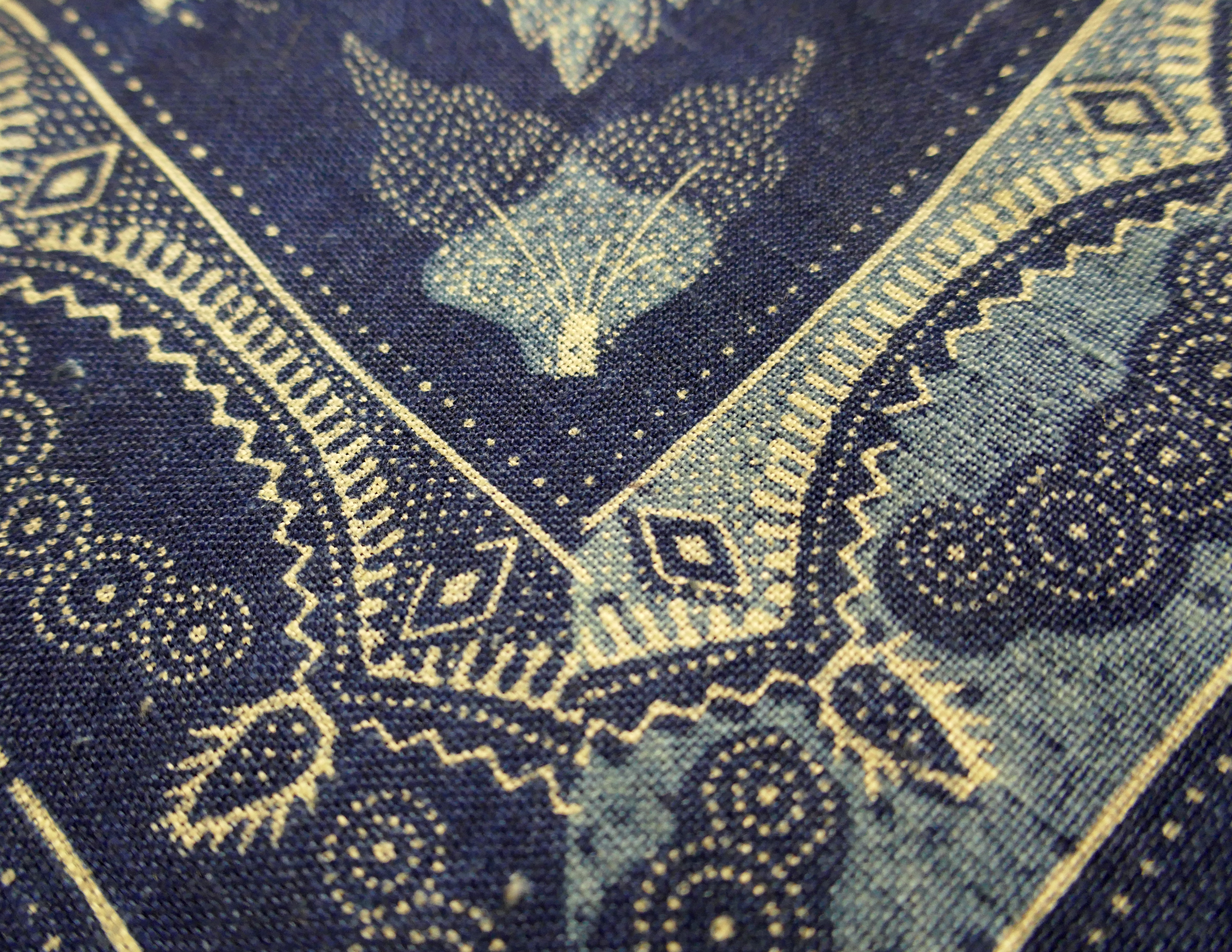
Blaudruckerei Wagner: Passerdruck

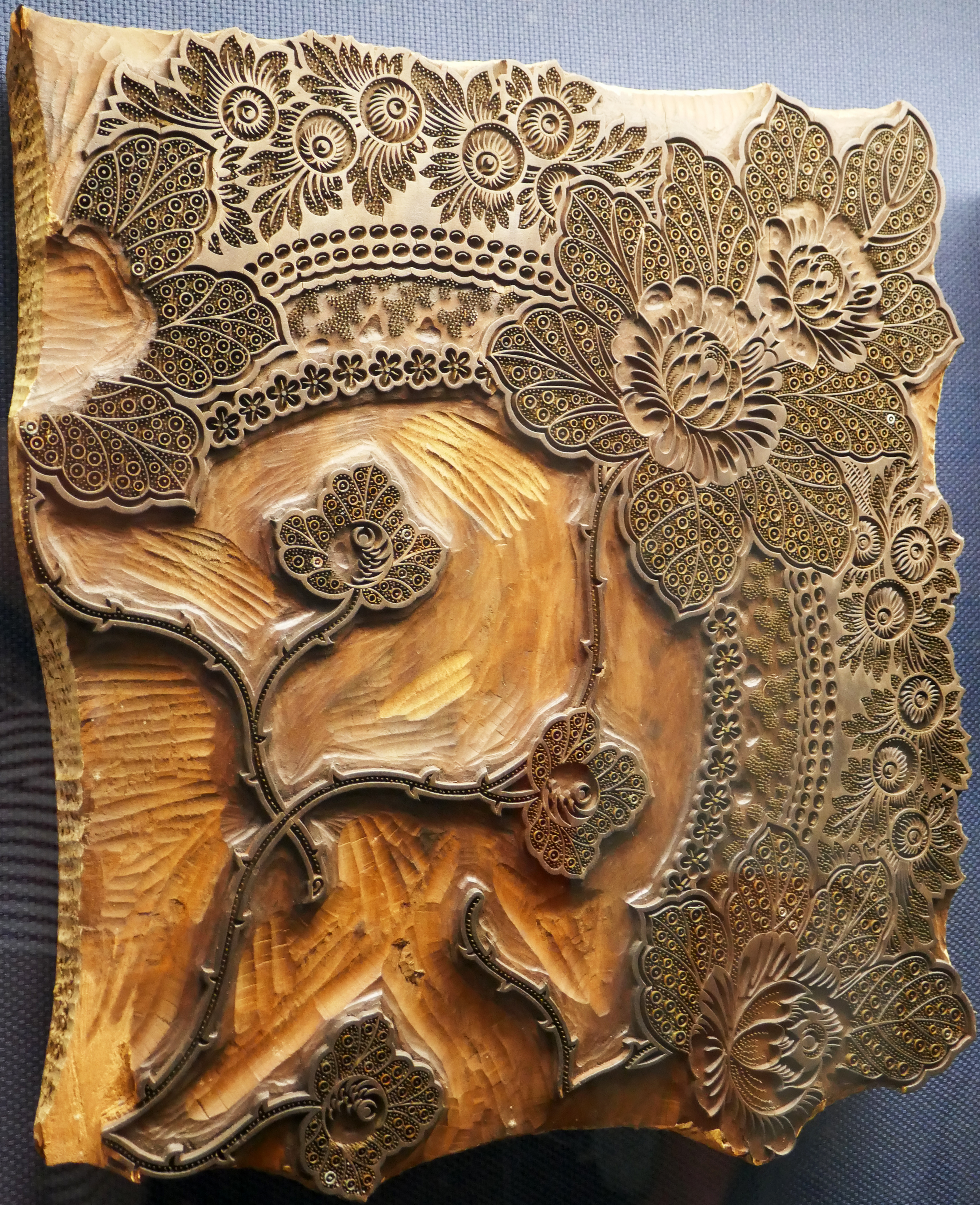
Model für den Handblaudruck

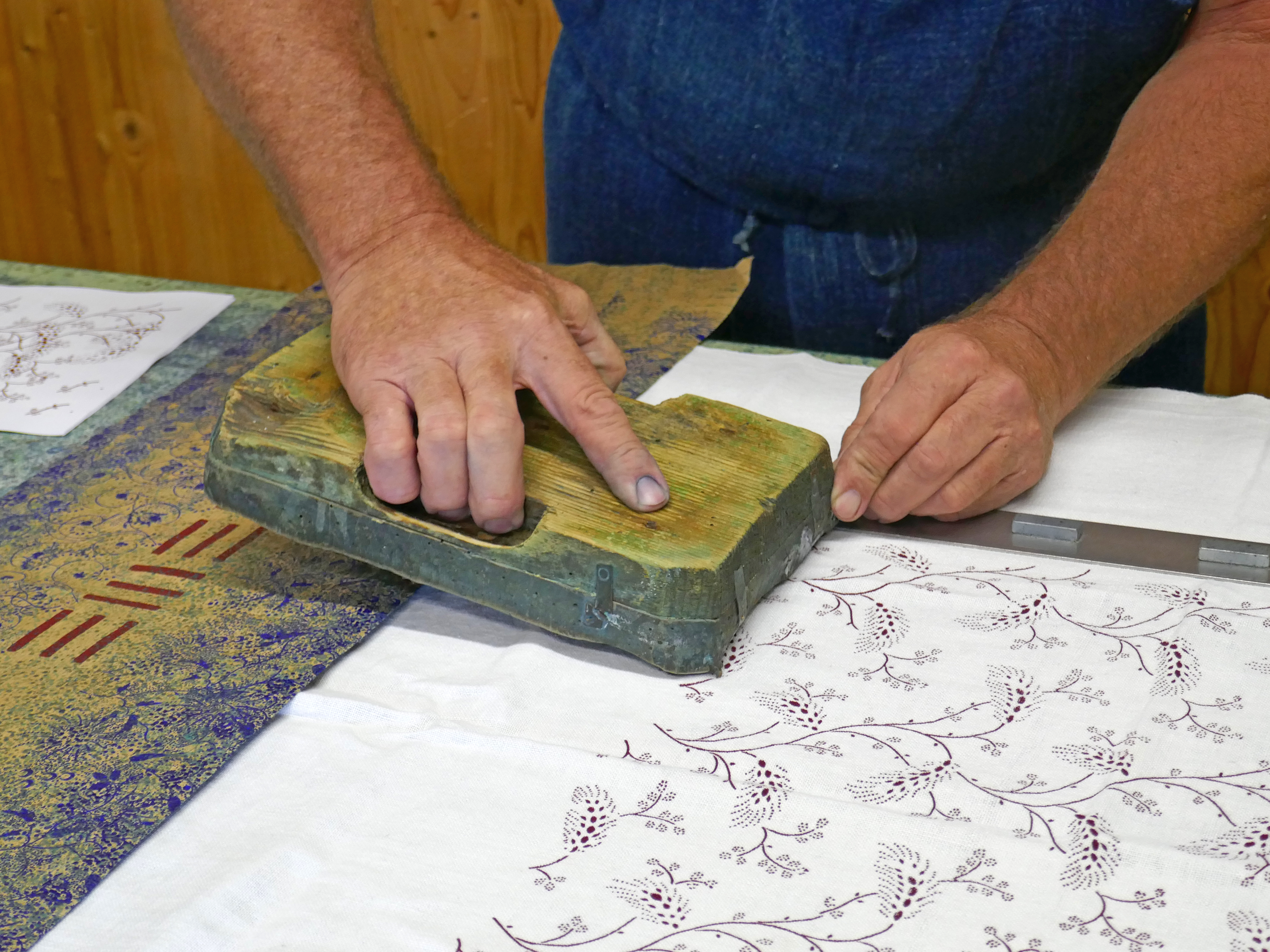
Blaudruckerei Wagner: Direktdruck

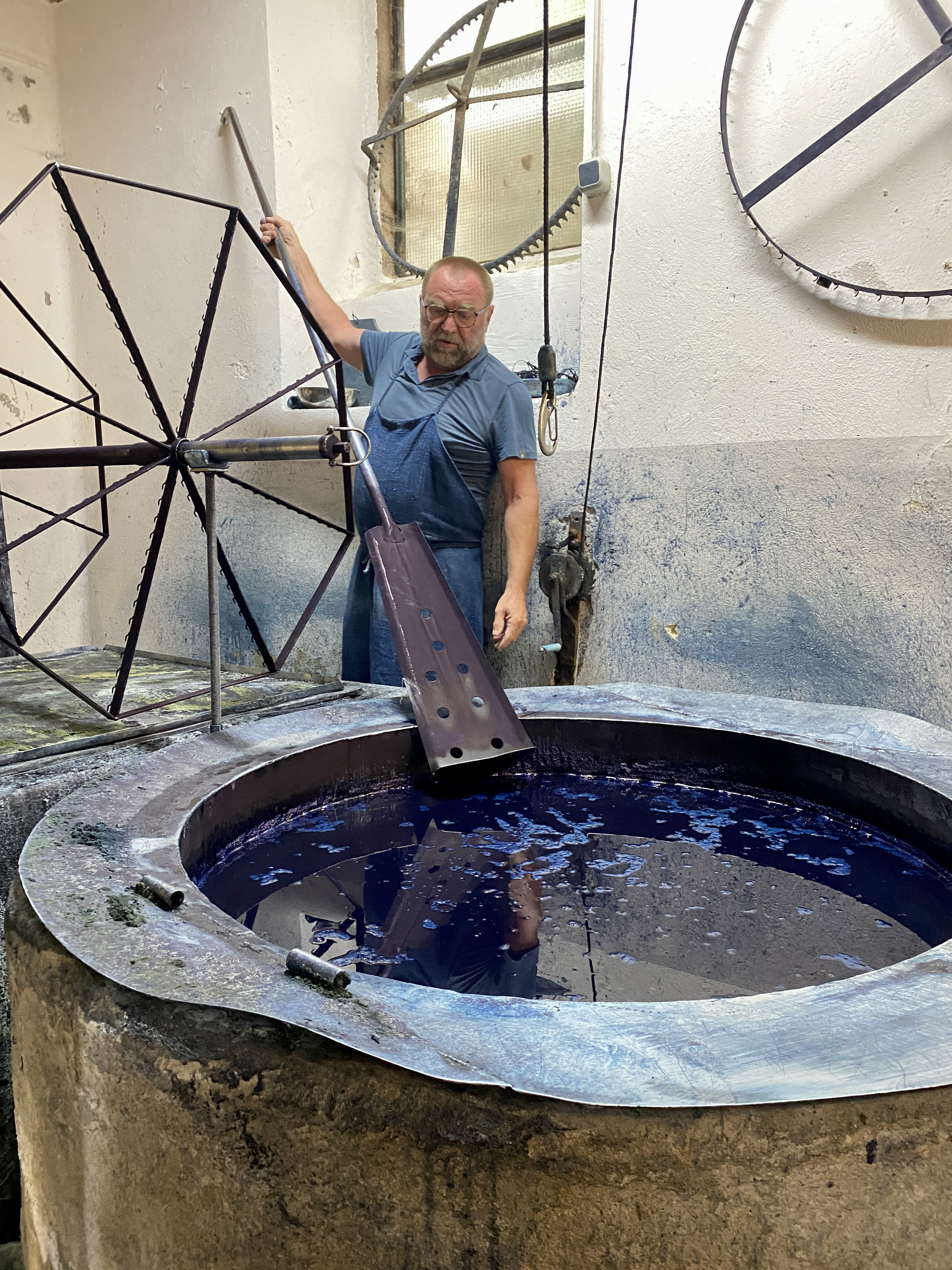
Karl Wagner beim Umrühren der Indigoküpe

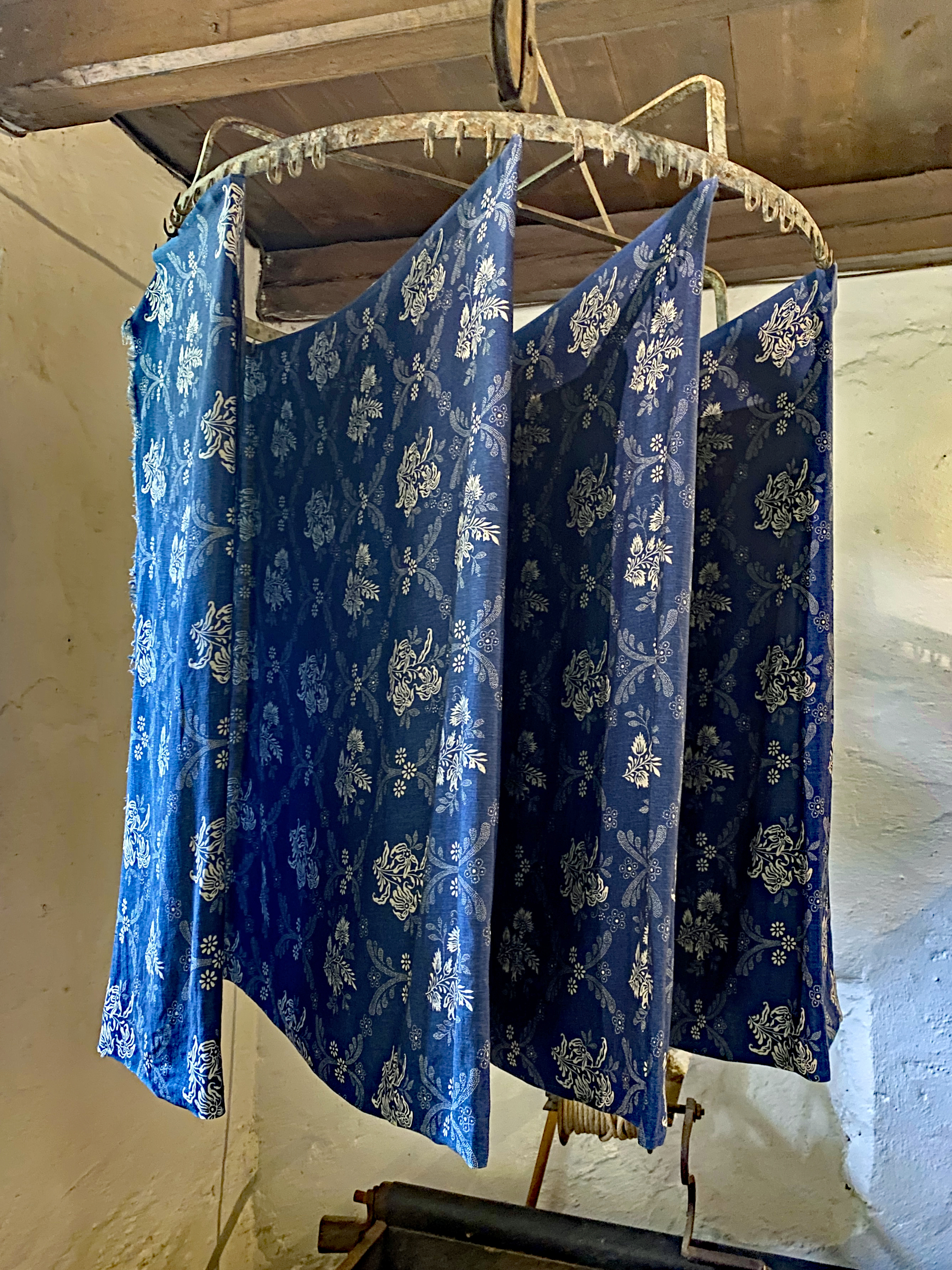
Indigogefärbte Stoffe auf dem Sternreifen

Der Mühlviertler Handblaudruck ist eine traditionelle Handwerkstechnik zur Veredelung von Stoffen. Der Blaudruck wird im Mühlviertel seit dem 19. Jahrhundert vorwiegend auf regional produziertem Leinen ausgeführt. Nachdem zahlreiche Färbereien in der ersten Hälfte des 20. Jahrhunderts infolge der fehlenden Nachfrage nach Blaudruckstoffen den Betrieb eingestellt haben, wird der traditionelle Blaudruck im Mühlviertel gegenwärtig noch in der Blaudruckerei Wagner im Haus Bründlwagner in Bad Leonfelden in vierter Generation praktiziert. 2015 wurde der Mühlviertler Handblaudruck in das österreichische UNESCO-Verzeichnis des Immaterielles Kulturerbes und 2018 in die Repräsentative Liste des immateriellen Kulturerbes der Menschheit aufgenommen.

## Geschichte des Mühlviertler Handblaudrucks
Der Blaudruck etablierte sich im Mühlviertel im 19. Jahrhundert, das aufgrund seiner natürlichen Gegebenheiten ideale Voraussetzungen für den Flachsanbau und damit die Herstellung von Leinen besaß.
Das figurative Bemalen und Bedrucken von Stoffen gehört zu den ältesten Textilveredlungstechniken. Blaudruck hat seinen Ursprung in Indien, der Heimat des natürlichen Indigo. Von Indien gelangte der manuelle Handdruck mit Holzmodeln im 17. Jahrhundert nach Europa. Die Niederländische Ostindien-Kompanie brachte neben gemusterten Stoffen, den „Indiennes“ auch Indigo nach Europa, der wesentlich farbintensiver und leichter zu Handhaben war als der heimische Färberwaid.
1689 wurde von den Gebrüdern Neuhofer die erste deutsche Kattundruckerei in Augsburg gegründet. Die gemusterten Drucke imitierten preiswert die damals begehrten, hochpreisigen Jaquardstoffe. Neben Stoffen für Bekleidung wurden auch Vorhänge und Bettzeug bedruckt. Über Augsburg gelangte im 19. Jahrhundert die Blaudrucktechnik durch Gesellen, die das Handwerk auf der Walz erlernten, ins Mühlviertel. Die hiesige Landbevölkerung ließ sich ihre handgewebten Leinenstoffe mit Blaudruck veredeln. Dies führte zu einer Blüte der Blaufärberei Ende des 19. Jahrhunderts.
Infolge der Industrialisierung, dem aufkommenden preiswerteren maschinellen Walzendruck und der Entdeckung von leichter zu handhabenden synthetischen Farbpigmenten (Indanthron) brach die Nachfrage nach Blaudruckstoffen ein und viele Blaudruckfärbereien wurden geschlossen. Die Blaudruckerei Wagner in Bad Leonfelden ist gegenwärtig die einzige Manufaktur im Mühlviertel, die den Blaudruck nach traditionellem Vorbild praktiziert.

## Färbetechnik
Blaudruck gehört zu den Reservetechnikverfahren, bei dem das Muster mittels Holzmodel durch eine Druckreservage, Papp genannt, auf den Stoff übertragen wird. Die Rezeptur des Papps wird in der Regel von Generation zu Generation weitergegeben. Der wasserabweisende Papp, eine Mischung u. a. aus Tonerde, Gummi arabicum und diversen Blei- und Kupferverbindungen, wird dabei auf ein Stempelkissen (Chassis) aufgetragen und mittels Holzmodel auf den Stoff übertragen. Zum Durchtrocknen des Papps an der Luft wird die Stoffbahn auf einen Eisenring (Sternreifen) aufgezogen und nach der Trocknung in einer Indigoküpe kalt in mehreren Zügen gefärbt. Nach einem ca. zweiminütigen Färbeprozess wird der Stoff aus der Küpe gezogen, damit die Farbpigmente an der Luft oxidieren. Dabei verfärbt sich der Stoff von gelbgrün auf blau. Der Färbeprozess wird gewöhnlich fünf bis sechs Mal wiederholt, um die Blaufärbung zu intensivieren. Nach der Färbung wird der Papp in einer sauren, wässrigen Lösung ausgewaschen und das aufgedruckte Muster erscheint jetzt weiß auf blauem, gefärbten Grund.
Der Prozess des Farbumschlags von grün auf blau beim Blaufärben spiegelt sich auch in altbekannten Redewendungen, wie „grün und blau schlagen“ und „blaues Wunder erleben“ wider.

## Blaudruckerei Wagner
Die Blaudruckerei Wagner in Bad Leonfelden ist die letzte, heute noch produzierende Blaudruckerei in Österreich, die ausschließlich mit Handdruckmodeln die Stoffe bemustert und anschließend mit Indigofarbstoffen die Stoffe in einer Küpe färbt. Die Druckwerkstatt besitzt eine umfangreiche Sammlung von Modeln, die mit Messingstiften und Holzschnitzereien verziert sind. Die Bildsprache der Model ist von floralen und regionalen Mustern inspiriert, es dominieren unter anderem Motive mit Hopfen, Kornähren, Kornblumen oder Vergissmeinnicht. Aus den blaugefärbten Leinenstoffen werden u. a. Tischwäsche, Vorhänge und Kleiderstoffe gefertigt.
Die Blaudruckerei Wagner hat sich in den vergangenen Jahrzehnten auf den selten praktizierten Zweifarben - Passdruck spezialisiert und beständig weiterentwickelt. Dabei wird im ersten Arbeitsgang der Leinenstoff mit Papp bedruckt und in einem Zug gefärbt, getrocknet und mit einem, auf das erste Motiv abgestimmte Passer-Model erneut bedruckt und anschließend in mehreren Zügen dunkelblau gefärbt. Nach dem Auswaschen des Papp erscheint das Muster weiß - hellblau auf dem dunkelblauen Untergrund. In der Manufaktur wurde der aufwendige, zweifarbige Passerdruck weiterentwickelt, Passer-Model ergänzt und neue Muster erarbeitet.
Die Färbertradition geht in der Blaudruckerei auf  Karl Wagner zurück, der 1847 in Hohenfurt (Vyšší Brod) geboren wurde. Bei seinen Stiefeltern erlernte er das Färberhandwerk und erweiterte seine Fähigkeiten auf einer neunjährigen Walz durch den deutschsprachigen Raum. 1878 ließ er sich in Bad Leonfelden nieder und baute sein Haus in eine Färberei um. Sein erworbenes Wissen gab er an seinen 1883 geborenen Sohn weiter, der ebenso wie sein Vater auf der Walz, u. a. durch Norddeutschland und Böhmen neue Techniken und Inspirationen mitbrachte und nach dem Tod des Vaters 1918 die Färberei übernahm. In den 1920er Jahren verlor das manuelle Bedrucken der Stoffe durch das verstärkte Aufkommen vom maschinellen Walzendruck auch im Mühlviertel an Bedeutung und in der Färberei wurden hauptsächlich Stoffe, Leinen, Wolle und Kleidungsstücke eingefärbt. Nach dem Zweiten Weltkrieg wurden Stoffe nur noch gelegentlich bedruckt und gefärbt, vornehmlich für die Anfertigung von traditionellen Dirndln. Der 1932 geborene Sohn Karl erlernte von seinem Vater das Blaudruckhandwerk, das sie gemeinsam aufgrund der gesunkenen Nachfrage nur noch im Nebenerwerb betrieben haben.
Die Blaudruckerei Wagner wird seit 1996 in vierter Generation von Maria und Karl Wagner betrieben. In den vergangenen Jahrzehnten erlangte Handblaudruck wieder steigende Beliebtheit und Wertschätzung in der Öffentlichkeit.

## Fortbestand des traditionellen Handwerks
In der Blaudruckerei Wagner werden Stoffe heute noch nach dem althergebrachten Verfahren bedruckt. Dazu werden größtenteils traditionelle Druckmodel verwendet. Einige der z. T. 250 Jahre alten Holzdruckmodel sind aufgrund von Holzwurmbefall stark in ihrer Funktionalität gefährdet, so dass die Model ständig gepflegt und restauriert werden müssen. Derzeit ist in Mitteleuropa lediglich nur noch ein gelernter Formenstecher tätig, so dass latent die Gefahr besteht, dass neue Model, die für die traditionelle Drucktechnik benötigt werden, nicht mehr hergestellt und beschädigte Model nicht mehr repariert werden können. Karl Wagner hat es sich daher zur Aufgabe gemacht, die Restauration alter Model zu erlernen und neue Model selbst zu entwerfen. Auch die für den Blaudruck benötigten Leinenstoffe werden gegenwärtig im Mühlviertel nur noch in einer Leinenweberei in Helfenberg in der benötigten Qualität hergestellt.
Um den Fortbestand des Mühlviertler Blaudrucks zu sichern, kooperieren die Leonfelder Blaudrucker mit verschiedenen Institutionen, wie dem Färbermuseum Gutau und der Höheren Lehranstalt für Mode in Hallein. Einer breiten Öffentlichkeit wird das traditionelle Handwerk und dessen Produkte auf dem jährlich stattfindenden Färbermarkt in Gutau, dem Webermarkt Haslach, den oberösterreichischen Ortsbildmessen und diversen Handwerks-, Brauchtums- und Textilmärkten präsentiert.

## Immaterielles Kulturerbe
Im Jahr 2015 wurde der Mühlviertler Handblaudruck als traditionelles Handwerk in die Liste des Immateriellen Kulturerbes in Österreich aufgenommen.
Der europäische Blaudruck in Deutschland, Österreich, Tschechien, Ungarn und der Slowakei gehört seit 2019 zum Immateriellen Kulturerbe der Menschheit. Neben zwölf deutschen Blaudruckwerkstätten üben das Handwerk heute noch zwei österreichische Manufakturen, die Blaudruckerei Wagner in Oberösterreich und die Blaudruckerei Koó im Burgenland sowie 13 Betriebe in Ungarn, Tschechien und der Slowakei aus.